# Sarcophaga basiseta
Sarcophaga basiseta är en tvåvingeart som beskrevs av Baranov 1931. Sarcophaga basiseta ingår i släktet Sarcophaga och familjen köttflugor.
Artens utbredningsområde är Taiwan. Inga underarter finns listade i Catalogue of Life.